# Sturisomatichthys
Sturisomatichthys är ett släkte av fiskar. Sturisomatichthys ingår i familjen Loricariidae.
Kladogram enligt Catalogue of Life:
| Sturisomatichthys | \| \| Sturisomatichthys caquetae \| \| \| \| \| \| Sturisomatichthys citurensis \| \| \| \| \| \| Sturisomatichthys leightoni \| \| \| \| \| \| Sturisomatichthys tamanae \| \| \| \| |
|                   | \| \| Sturisomatichthys caquetae \| \| \| \| \| \| Sturisomatichthys citurensis \| \| \| \| \| \| Sturisomatichthys leightoni \| \| \| \| \| \| Sturisomatichthys tamanae \| \| \| \| |
|                   | Sturisomatichthys caquetae |
|                   | |
|                   | Sturisomatichthys citurensis |
|                   | |
|                   | Sturisomatichthys leightoni |
|                   | |
|                   | Sturisomatichthys tamanae |
|                   | |